# 15624 Lamberton
A 15624 Lamberton (ideiglenes jelöléssel 2000 HB31) a Naprendszer kisbolygóövében található aszteroida. A LINEAR projekt keretében fedezték fel 2000. április 28-án.